# Duke
Duke je priimek več oseb:
- Cecil Leonard Basil Duke, britanski general
- Jesse Pevensey Duke, britanski general
- Gerald William Duke, britanski general
- Stewart Duke-Elder, britanski general